# Université technologique du Ghana
L'université technologique du Ghana (Ghana Technology University College, GTUC), anciennement Ghana Telecom University College est une université ghanéenne fondée en 2005 par Ghana Telecom, la société nationale de télécommunications.

## Activités
L'université offre des baccalauréats et des programmes d'études supérieures, en particulier en génie des télécommunications (en) et en technologies de l'information et des communications. Il propose également des programmes de certificat, avec des cours qui accordent des crédits pour le baccalauréat, et d'autres séminaires et ateliers de formation professionnelle.  
Son école de commerce a ouvert ses portes en janvier 2009. Les premiers diplômes en affaires comprennent un baccalauréat ès sciences en affaires et un baccalauréat en sciences en entrepreneuriat. Un Master of Science en entrepreneuriat et technologie est proposé.  
L'école maintient un partenariat avec l'université des sciences et technologies Kwame-Nkrumah (KNUST) au Ghana; l'AFRALTI au Kenya ; l'Open University au Royaume-Uni ; l'université DePaul aux États-Unis ; l'université d'Aalborg au Danemark ; le St. Mary's College du Maryland aux États-Unis ; l'Université d'Antioche aux  États-Unis ; l'université de Californie à Santa Barbara en Californie ; l'ICU en Corée du Sud ; l'université du Hertfordshire au Royaume-Uni ;  l'Institut de technologie de Wildau en Allemagne. 
Depuis sa première promotion de 350 étudiants inscrits en 2006, GTUC a augmenté son nombre d'inscriptions à environ 7 000 étudiants en 2017. 
Le campus principal de GTUC se trouve dans la section Tesano d'Accra, au Ghana. Un deuxième campus a été ouvert à Abeka, une banlieue d'Accra et un campus satellite à Nungua. Outre Accra, il existe des campus satellites à Kumasi, Takoradi, Koforidua et Ho. 
Le Conseil universitaire de 9 membres, composé d'éminents éducateurs, de dirigeants d'entreprise et de représentants du gouvernement, a été inauguré le 23 août 2010.